# Portrait of a Call Girl
Portrait of a Call Girl — порнографічний фільм 2011 року режисера Грехема Тревіса, в головній ролі якого знялася Джессі Ендрюс. 2012 року фільм отримав 19 номінацій як в творчих, так і в технічних номінаціях на AVN Awards і, в підсумку, отримав чотири в категоріях найкраща акторка, найкращий режисер, найкраща особливість і фільм року. Фільм також здобув одну нагороду XRCO Award і шість XBIZ Awards.

## Реліз
Фільм вийшов у двох DVD версіях 26 серпня 2011 року. На першому диску крім самого фільму була також записана додаткова сцена, знімання за лаштунками, інтерв'ю з акторами і слайд-шоу. Другий DVD містить тільки фільм без хардкорних сцен.

## Відгуки
Фільм отримав переважно позитивні відгуки і безліч номінацій на різні премії. Обидва оглядачі сайту XCritic.com Шин ДПС і Дон Х'юстон дали фільму найвищий рейтинг «XCritic Pick». У рецензії Х'юстон порівняв фільм і режисера Тревіса зі Стівеном Содербергом і його фільмом «Дівчина за викликом». Грем Понант з fleshbot.com сказав, що якби не секс у фільмі, він міг би розглядатися як мейнстримівський. Sex and the 405 описали фільм як «розумна гра акторів, красиві знімання і елегантна організація», проте відзначили численні кліше, включаючи сексуальне насильство над дітьми, ненависть до себе, самознищення через порноіндустрію і підсвідоме волання до рятівника.

## Нагороди та номінації
| Церемонія   | Категорія                            | Отримувач                            | Результат |
| ----------- | ------------------------------------ | ------------------------------------ | --------- |
| AVN Awards  | Найкраща акторка                     | Джессі Ендрюс                        | Перемога  |
| AVN Awards  | Найкращий режисер — фільм            | Грехем Тревіс                        | Перемога  |
| AVN Awards  | Найкращий фільм                      | Н/Д                                  | Перемога  |
| AVN Awards  | Фільм року                           | Н/Д                                  | Перемога  |
| AVN Awards  | Найкраща гетеросексуальна сцена      | Джессі Ендрюс і Мануель Феррара      | Номінація |
| AVN Awards  | Найкраща зйомка                      | Мейсон, Карлос Ді і Алекс Ледд       | Номінація |
| AVN Awards  | Найкраще доповнення до DVD           | Н/Д                                  | Номінація |
| AVN Awards  | Найкраще редагування                 | Грехем Тревіс                        | Номінація |
| AVN Awards  | Найкраща сцена орального сексу       | Джессі Ендрюс                        | Номінація |
| AVN Awards  | Найкращий сценарій                   | Грехем Тревіс                        | Номінація |
| AVN Awards  | Найкраща сцена тріолізму (Ж/Ч/Ч)     | Джессі Ендрюс, Мік Блу і Рамон Немор | Номінація |
| XBIZ Awards | Фільм року                           | Н/Д                                  | Перемога  |
| XBIZ Awards | Режисер року — індивідуальний проєкт | Грехем Тревіс                        | Перемога  |
| XBIZ Awards | Виконання року — жінка               | Джессі Ендрюс                        | Перемога  |
| XBIZ Awards | Виконання року не пов'язане з сексом | Алек Найт                            | Перемога  |
| XBIZ Awards | Виконання року не пов'язане з сексом | Ерік Свісс                           | Номінація |
| XBIZ Awards | Сценарій року                        | Грехем Тревіс                        | Перемога  |
| XBIZ Awards | Найкраща зйомка                      | Мейсон, Карлос Ді, Алекс Ледд        | Перемога  |
| XBIZ Awards | Найкраща робота художника            | Н/Д                                  | Номінація |
| XBIZ Awards | Найкраще редагування                 | Грехем Тревіс                        | Номінація |
| XRCO Awards | Найкращий епік                       | Н/Д                                  | Перемога  |